# Université nationale de Sunchon
L'université nationale de Sunchon (en hangul : 순천대학교) est une université nationale de Corée du Sud située à Suncheon dans le Jeolla du Sud. 

## Composantes

### Facultés de1ercycle
- Faculté de sciences bio-industrielles
- Faculté de sciences sociales
- Faculté de sciences humaines et d'art
- Faculté d'ingénierie
- Faculté de pédagogie

### Facultés de cycles supérieurs
- Faculté de sciences humaines et sociales
- Faculté d'ingénierie
- Faculté de sciences naturelles